# 海雲台消防署
海雲台消防署（ヘウンデしょうぼうしょ）は釜山消防本部所属の消防署である。

## 管轄区域
- 海雲台区（ただし、松亭洞、盤松洞を除く）

## 沿革
- 1988年9月6日 - 設置承認
- 1988年9月12日 -  庁舎竣工
- 1988年10月14日 - 消防業務開始。管轄区域は海雲台区と南区のうち水営洞、望美洞、広安洞、民楽洞
- 1992年7月3日 - 盤如派出所開所
- 1993年6月30日 - 盤松派出所を金井消防署に移管。管轄区域が海雲台区（盤松洞を除く）、南区のうち水営洞、望美洞、広安洞、民楽洞になる。
- 1994年6月1日 - 松亭派出所開所
- 1995年3月1日 - 機張派出所を梁山消防署から編入。管轄区域が海雲台区（盤松洞を除く）、南区のうち水営洞、望美洞、広安洞、民楽洞、機張郡になる。
- 1996年1月6日 - 水営派出所を南部消防署に移管。管轄区域が海雲台区（盤松洞を除く）と機張郡になる。
- 1997年1月30日 - 鼎冠派出所を開所
- 2010年7月27日 - 機張消防署の開設に伴い鼎冠、機張、松亭119安全センターを移管。管轄区域が管轄区域が海雲台区（盤松洞、松亭洞を除く）になる。

## 119安全センター
| 119安全センター                          | 住所                           | 管轄区域                                                             |
| ---------------------------------------- | ------------------------------ | -------------------------------------------------------------------- |
| 佑洞119安全センター                      | 海雲台区海辺路106              | 海雲台区のうち佑洞、栽松1洞（センタム119安全センター管轄区域を除く） |
| 中洞119安全センター                      | 海雲台区タルマジギル17番ギル22 | 海雲台区のうち中洞                                                   |
| 佐洞119安全センター                      | 海雲台区大川路67番ギル35       | 海雲台区のうち佐洞                                                   |
| 盤如119安全センター                      | 海雲台区選手村路21番ギル64     | 海雲台区のうち盤如洞、栽松2洞                                        |
| センタム119安全センター（119救助隊設置） | 海雲台区センタム路50           | 海雲台区のうち1、2ベクスコ、センタムシティ一般産業団地               |